# Martin Griffiths
Martin Griffiths (3 de julio de 1951) es un diplomático británico que desde el 14 de febrero de 2018 es Enviado Especial de la Secretaría General de las Naciones Unidas para Yemen. Durante años ha trabajado en Asia en diferentes destinos especialmente con UNICEF.  De 1999 a 2010 fue director fundador del Centro de Diálogo Humanitario Henri Dunant en Ginebra poniendo en marcha, entre otras iniciativas el diálogo con ETA y el gobierno español.

## Trayectoria
Griffiths tiene una Maestría en Estudios del Sudeste Asiático de la Escuela de Estudios Orientales y Africanos de la Universidad de Londres, además  de haber estudiado un abogado.
Tiene una larga trayectoria y experiencia internacional. En 1974 trabajó durante un año como voluntario de UNICEF en Vietnam y Laos. De 1976 a 1978 fue abogado en Portland, Estados Unidos para volver posteriormente a UNICEF como empleado del programa de ultramar en Sri Lanka (1978-1981). De 1979 a 1980 tras el genocidio en Camboya trabajó en la frontera entre Tailandia y Camboya. De 1981 a 1983, al inicio de la intervención soviética en Afganistán fue oficial de programas de UNICEF en Peshawar en la frontera afgana. De 1985 a 1987 dio un giro a su carrera y trabajó como portavoz de prensa de la Embajada británica en Pretoria. Más tarde se incorporó a la dirección de la planificación en el extranjero de Save the Children (1989-1991) y posteriormente fue director gerente de ActionAid Interantional (1991-1994).
En 1994 fue contratado nuevamente por las Naciones Unidas como director de asuntos humanitarios de la ONU en Ginebra. Posteriormente, sus lugares de trabajo fueron: Nueva York , la región de los Grandes Lagos y finalmente en los Balcanes, donde cofundó la Misión de Administración Provisional de las Naciones Unidas en Kosovo. Del 23 de diciembre de 1996 al 14 de marzo de 1997, fue Coordinador Humanitario Regional para la Región de los Grandes Lagos y Director de Asuntos Humanitarios de la Oficina de las Naciones Unidas en Ginebra.  De 1998 a 1999 fue adjunto del coordinador de ayuda de emergencia de la ONU con Sérgio Vieira de Mello en la Sede de las Naciones Unidas en la ciudad de Nueva York.
De 1999 a 2010 fue director fundador del Centro de Diálogo Humanitario Henri Dunant en Ginebra.  Bajo la dirección de Griffith, el Centro abrió nuevos caminos en la mediación por la paz. En Indonesia, Griffiths logró lo que se consideró una tarea imposible en  la mediación, actuar en la medicación con los insurgentes armados. También fue una de las cabezas visibles en los contactos entre ETA y el gobierno español.
De 2012 a 2014 fue asesor del enviado especial de las Naciones Unidas y la Liga Árabe para Siria, Lakhdar Brahimi y de 2016 a septiembre de 2018 fue el primer director ejecutivo del Instituto Europeo de la Paz, puesto que ocupó hasta septiembre de 2018.
El 16 de febrero de 2018 fue nombrado Enviado especial de las Naciones Unidas para Yemen por António Guterres en sustitución de Ismail Ould Cheikh Ahmed nombrado Ministro de Exteriores de Mauritania. Está al frente de la misión Oficina del Enviado Especial de la Secretaría General en Yemen, estructura cuyas siglas en inglés es OSESGY.
El 25 de marzo de 2024, Martin Griffiths anunció que dejaba su puesto en la Oficina de Asuntos Humanitarios de la ONU por motivos de salud.